# Lithostege palaestinensis
Lithostege palaestinensis är en fjärilsart som beskrevs av Hans Georg Amsel 1935. Lithostege palaestinensis ingår i släktet Lithostege och familjen mätare. Inga underarter finns listade i Catalogue of Life.